# Mont Agios Ilias
Le mont Agios Ilias ou mont Hagios Ilias, ou encore mont Profitis Ilias, est une montagne de l'Argolide dans le Péloponnèse en Grèce, culminant à 750 m. Avec le mont Zara, cette colline domine le site de Mycènes.

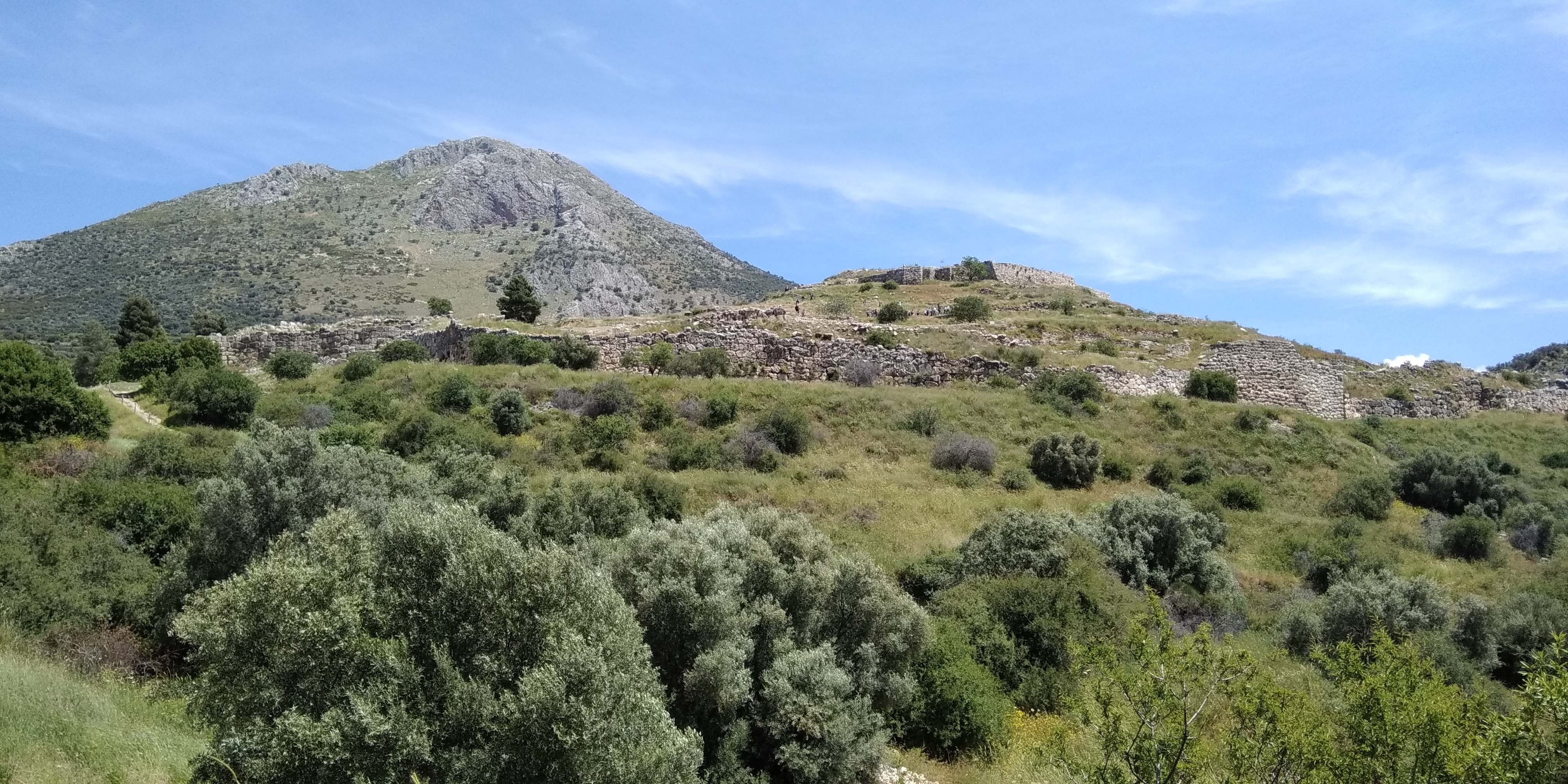
Vue du site archéologique de Mycènes au pied du mont Agios Ilias.